# Pyramid Lake (Comté de Los Angeles)
Pyramid Lake est un réservoir formé par le Pyramid Dam sur Piru Creek dans l'est des monts de San Emigdio, près de Castaic, en Californie du Sud. Il fait partie de l'aqueduc de Californie, qui fait partie du California State Water Project. Son eau est alimentée par le système après avoir été pompée de la vallée de San Joaquin et à travers les monts Tehachapi.

## Histoire
En 1843, de l'or fut découvert près de ce qui est maintenant Pyramid Lake, dans le canyon de Santa Feliciana, juste au sud de l'actuel Pyramid Dam. La petite découverte ne réussit pas à déclencher une ruée vers la région montagneuse. Seul Francisco Lopes, propriétaire de Rancho Temescal, une concession de terre mexicaine, et une poignée d'éleveurs tentèrent de coloniser la région.
Ce lac fut créé en 1972;, et achevé en 1973, en tant que réservoir de rétention pour le California State Water Project. Le lac fut nommé d'après une roche en forme de pyramide creusée par des ingénieurs qui construisirent California State Route 99 (en). Les voyageurs entre Los Angeles et Bakersfield baptisèrent le monument qui se trouve désormais toujours juste à côté du barrage, « Pyramid Rock ».

## Géographie

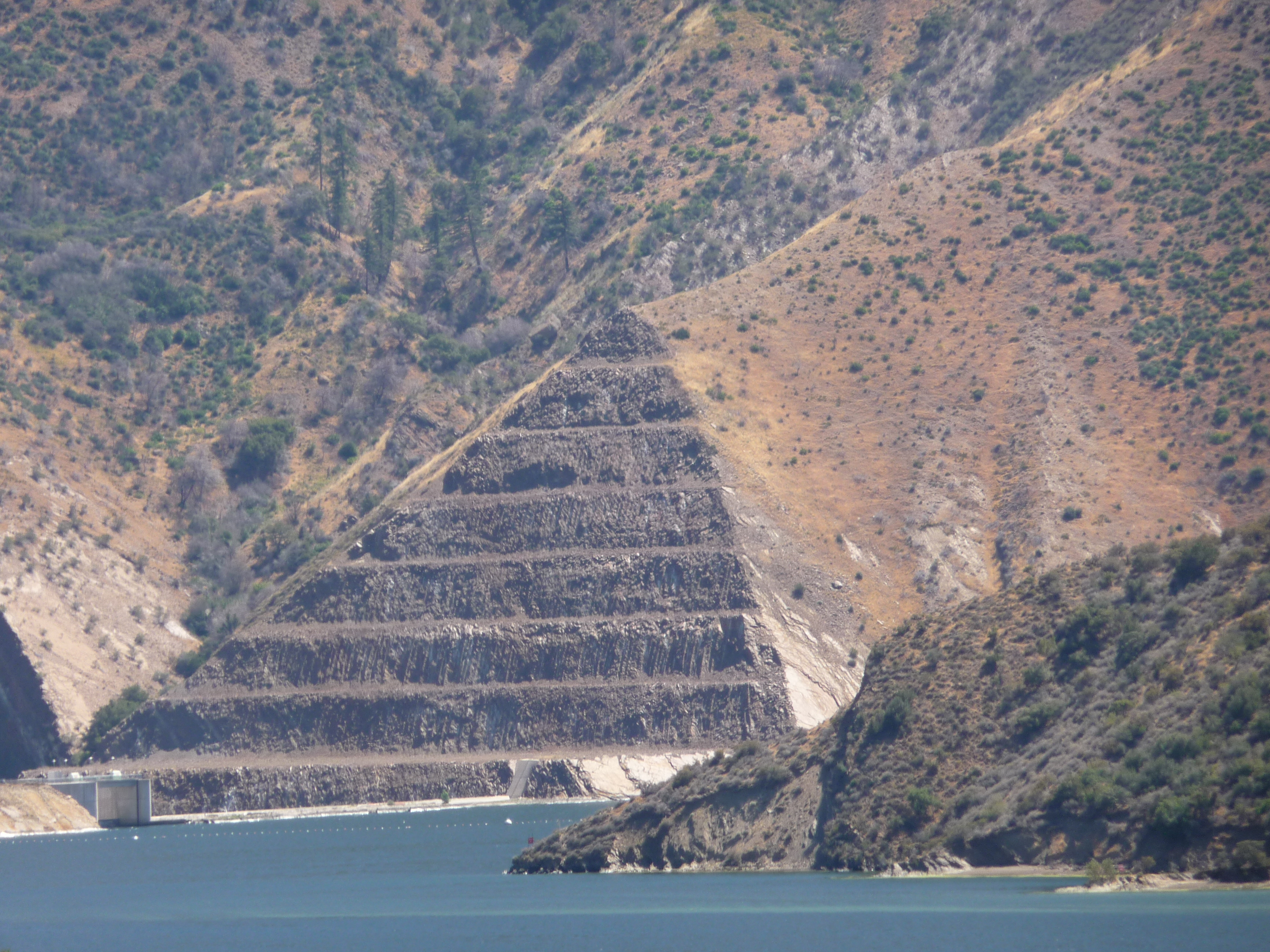
Terrassements du lac Pyramid.

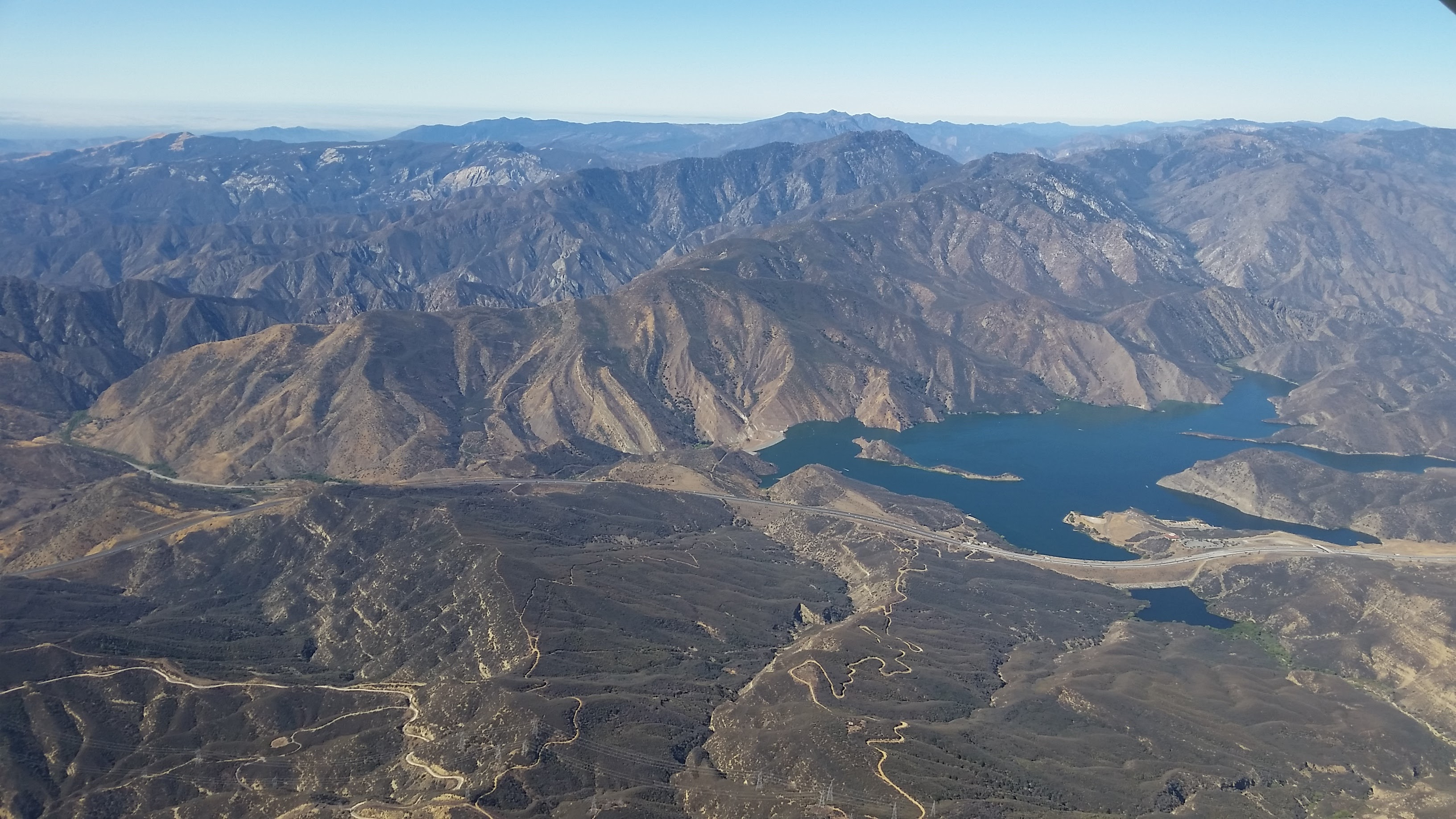
Pyramid Lake vu de l'air avec l'océan Pacifique au loin.

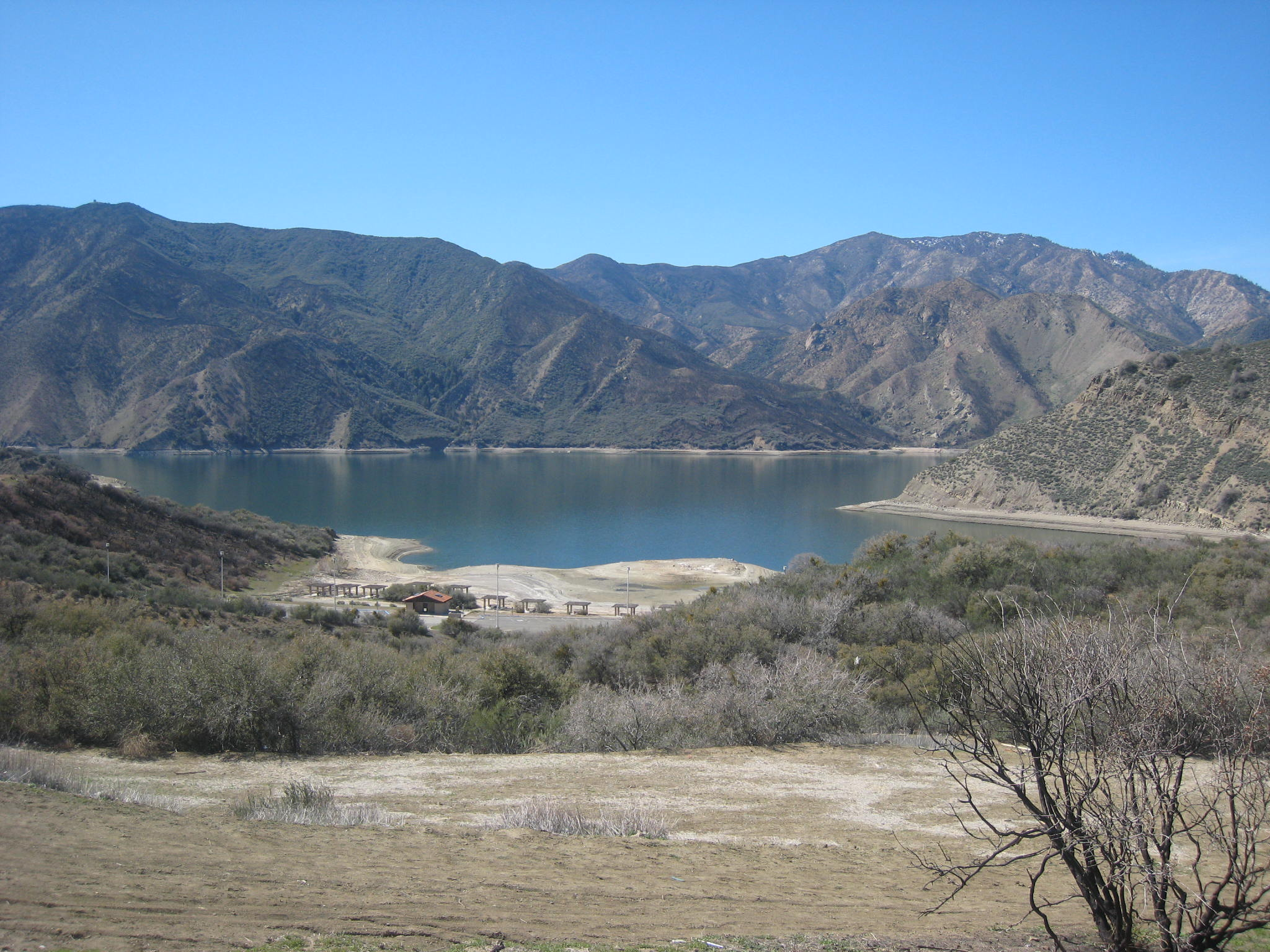
Lac Pyramid et monts de San Emigdio.

Pyramid Lake est le lac le plus profond du système California Water Project, construit le long des parois abruptes du canyon entourant Piru Creek.
Le réservoir de 220 000 000 m3 se trouve à la frontière entre la forêt nationale d'Angeles et la forêt nationale de Los Padres, dans la partie nord-ouest du comté de Los Angeles. C'est à l'ouest de l'Interstate 5 (I-5) au sud du col de Tejon. L'ancien alignement de l'US 99 est sous les eaux ici, remplacé par I-5.
Juste en dessous du barrage, Piru Creek retrouve son état naturel alors qu'il serpente à travers les monts Topatopa pour se nourrir dans le réservoir du lac Piru et plus tard dans la rivière Santa Clara. Les pompes transportent l'eau du lac Pyramid au lac Castaic, qui est le terminus de la branche ouest de l'aqueduc. Pyramid et Castaic servent de réservoirs supérieurs et inférieurs pour une centrale hydroélectrique à pompage de 1 495 mégawatts.

## Description
Les 118 m de barrage en terre et en roche ont été construits par le Département des ressources en eau de Californie et achevés en 1973. Pyramid Lake fait partie de l'aqueduc de Californie, qui fait partie du California State Water Project. L'écoulement sort en aval jusqu'au lac Castaic, qui est le terminus de la ligne du West Branch aqueduct.
Pyramid et Castaic agissent comme réservoirs supérieur et inférieur de la centrale électrique de Castaic; une centrale hydroélectrique à pompage de 1 495 mégawatts. C'est le lac le plus profond du système California Water Project.[réf. nécessaire]. Son nom vient du rocher de pyramide, créé quand une crête a été coupée à travers en 1932 par la Ridge Route Alternate (US 99). Pyramid Rock existe toujours directement devant le barrage.

### Loisirs

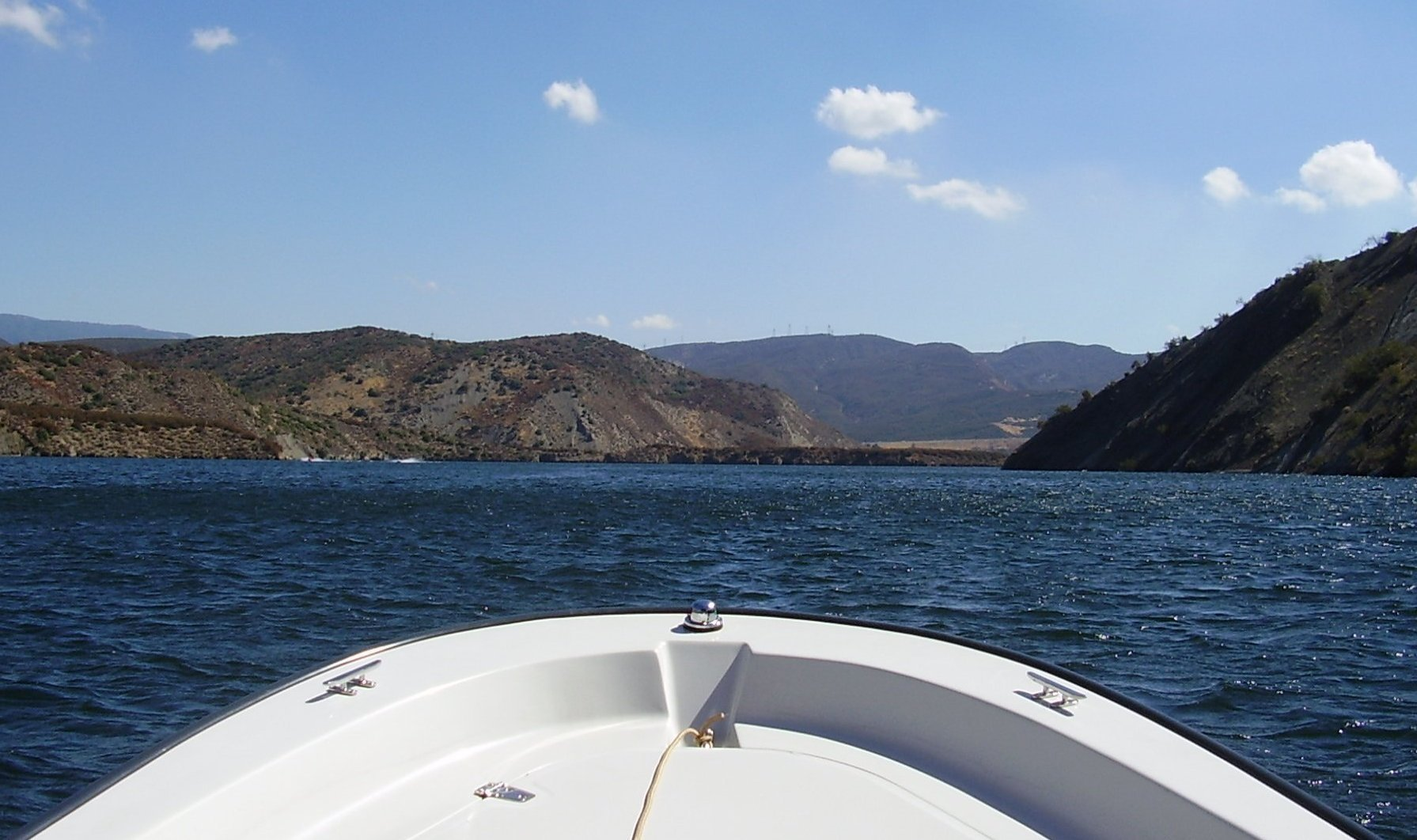
Vue sud vers Pyramid Dam depuis le bateau.

Pyramid Lake offre des aires de navigation de plaisance, de pêche, de jet ski et de pique-nique (y compris 5 sites uniques accessibles uniquement par bateau) et des quais de courtoisie. Le centre d'accueil de Vista del Lago surplombe le lac. L'accès se fait par la sortie de l'Interstate 5 à Vista Del Lago.
La pêche est autorisée à partir de tous les endroits du lac Pyramid. Il est possible d'attraper des poissons tels que l'achigan à grande bouche, l'achigan à petite bouche, le bar rayé, le Crapet arlequin, la Pomoxis et quelques truites. L'Office of Environmental Health Hazard Assessment (OEHHA) de Californie a élaboré un avis de sécurité alimentaire pour les poissons capturés dans le ruisseau Putah en fonction des niveaux de mercure ou de PCB trouvés dans les espèces locales.